# Munkurin
Munkurin, també conegut amb el nom de Sumbiarsteinur, és un illot d'11 metres d'alçada que marca el punt més meridional de les illes Fèroe. Munkur significa "monjo" en feroès. La roca forma part d'un grup d'illots anomenat Flesjarnar, situats a 5 km al sud de l'illa de Suðuroy. El canal entre Flesjarnar i Suðuroy és conegut pel seu fort corrent.

## Les Flesjarnar
Les Flesjarnar són un grup de roques, situat a 5 km al sud del cap d'Akraberg, a l'illa de Suðuroy. Las roques són les següents:
- Sumbiarfles: 4 metres d'altura (és l'illot més poper a Suðuroy).
- Miðjufles: 4 metres d'altura (la paraula miðju significa al mig).
- Bøllufles; 6 metres d'altura (en realitat són dues roques).
- Stórafles; 7 metres d'altura (Stora significa gran).
- Munkurin o Sumbiarsteinur: 11 metres d'altura.

## Munkurin

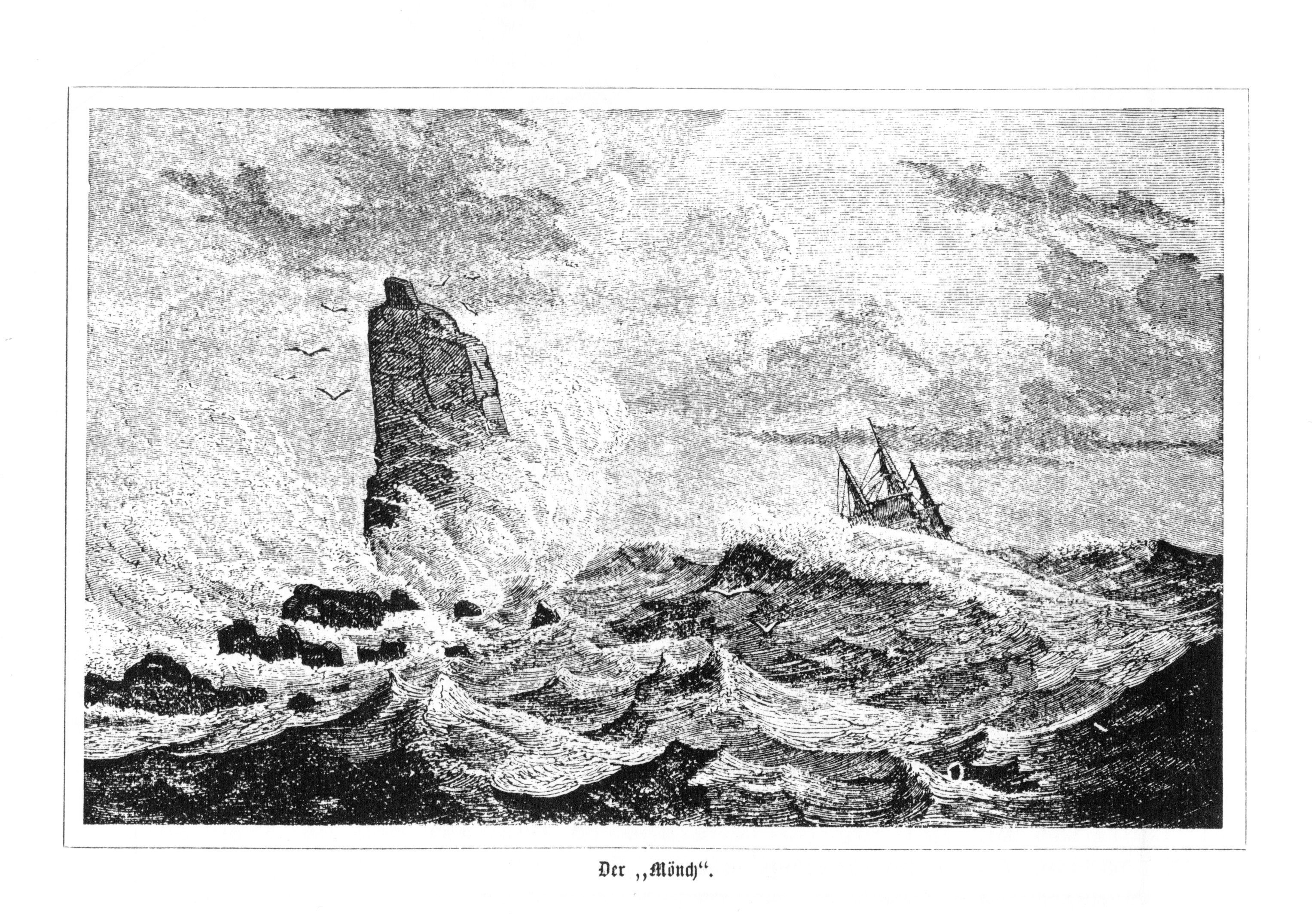
El Munkurin en un gravat del 1877, abans d'ensorrar-se.

Els illots es troben molt a prop entre ells, excepte el Munkurin, que es troba una mica apartat. Es creu que pot ser per això que n'hi diuen "el monjo". Un article publicat el 1887 a la revista Popular Science proposa una altra raó que es remunta abans que la roca s'ensorrés. L'article parla de les observacions que el pastor Jørgen Landt va escriure el 1800; on hi deia que quan es veia l'illot des de la terra, presentava un aspecte de monjo amb coll vermell i cos i cap gris fosc, i quan es veia des del mar semblava un vaixell amb les veles issades. L'article esmenta que el Munkurin tenia uns 21 metres d'altura, 10 metres més alt del que ho és avui, ja que el 1884-1885 es va ensorrar.
Abans que l'illot s'ensorrés el mascarell atlàntic (Morus bassanus) hi niava, però en van marxar; avui nien a Mykineshólmur. De vegades el Munkurin sembla emblanquinat des de terra a causa dels mascarells que hi descansen.